# Combiné nordique aux championnats du monde de ski nordique 2023
Pour des articles plus généraux, voir Championnat du monde de combiné nordique, Championnats du monde de ski nordique 2023 et 2023 en combiné nordique.
Navigation
Édition précédente Édition suivante
Les épreuves du combiné nordique des championnats du monde de combiné nordique 2023 se déroulent à Planica (Slovénie) du 24 février au 4 mars 2023.
Pour la première fois, un relais mixte est au programme.
Chez les hommes, Jarl Magnus Riiber réalise l'exploit avec quatre titres en quatre courses. Eric Frenzel obtient une médaille d'argent dans le relais masculin ce qui lui permet de remporter sa 18e médaille lors des championnats du monde de ski nordique. Il bat ainsi le record de Bjørn Dæhlie. Chez les femmes, Gyda Westvold Hansen conserve son titre obtenu en 2021.
La Norvège remporte toutes les courses et le pays est donc en tête du classement des médailles.

## Organisation

### Lieux
La compétition a lieu sur le Planica Nordic Centre (en). Le complexe a coûté 40 millions d'euros. La construction a duré plusieurs années et le complexe est inauguré en 2015. Il est le seul au monde à compter huit tremplins de saut à ski. Les compétitions ont lieu sur le HS 102 (Srednja skakalnica) et sur le HS 139 (Bloudkova velikanka). Les épreuves de ski de fond ont lieu à proximité des tremplins. Toutes les courses de combiné nordique utilisent la piste dite bleue qui fait 2,5 km et elle a un dénivelé positif de 36 m. Le parcours plusieurs montées et descentes. Les montées représentent 83 m et l'ascension principale permet de grimper de 34 m.
Le responsable de l'organisation des épreuves de combiné nordique est Matija Stegnar (pl).

### Programme et calendrier
Cinq épreuves sont au programme et pour la première fois il y a un relais mixte.
| Février - mars 2021                 | Février - mars 2021 | Février - mars 2021 | Février - mars 2021 | Février - mars 2021 | Février - mars 2021 | Février - mars 2021 | Février - mars 2021 | Février - mars 2021 | Février - mars 2021 | Février - mars 2021 | Février - mars 2021 | Février - mars 2021 |
| Courses                             | 23                  | 24                  | 25                  | 26                  | 27                  | 28                  | 1                   | 2                   | 3                   | 4                   | 5                   | 6                   |
| ----------------------------------- | ------------------- | ------------------- | ------------------- | ------------------- | ------------------- | ------------------- | ------------------- | ------------------- | ------------------- | ------------------- | ------------------- | ------------------- |
| HS 102 / 5 km (F)                   |                     |                     |                     |                     |                     |                     |                     |                     |                     |                     |                     |                     |
| HS 102 / 10 km (M)                  |                     |                     |                     |                     |                     |                     |                     |                     |                     |                     |                     |                     |
| HS 102 / 2 × 2,5 + 2 × 5 km (Mixte) |                     |                     |                     |                     |                     |                     |                     |                     |                     |                     |                     |                     |
| HS 138 / 4 x 5 km relais (M)        |                     |                     |                     |                     |                     |                     |                     |                     |                     |                     |                     |                     |
| HS 138 / 10 km (M)                  |                     |                     |                     |                     |                     |                     |                     |                     |                     |                     |                     |                     |

|  | Entraînements |  | Courses |

### Format des épreuves
Cinq épreuves sont au programme : trois épreuves individuelles et deux épreuves par équipes.
Pour les épreuves individuelles, deux concours masculins ont lieu : un sur le « tremplin normal » (HS 102) et un sur le « grand tremplin » (HS 138) et un concours féminin sur le HS 102. Dans tous les cas, les athlètes effectuent dans un premier temps un saut sur le tremplin. Les points obtenus dans l'épreuve sont comptabilisés de la même façon que pour les épreuves de saut à ski (en fonction de la distance et du style). Les points sont convertis en secondes via la méthode Gundersen. Les concurrents commencent la course de ski de fond dans l'ordre et avec l'écart obtenu dans le concours de saut. Le premier arrivé remporte l'épreuve.
Deux courses par équipes ont également lieu. Une course par équipe masculine de quatre qui se déroule de la même façon que les épreuves individuelles (un saut par athlète puis une course de ski de fond de 4 × 5 km). La seconde course par équipes est relais mixte par équipe de quatre. Comme pour les autres courses, les athlètes effectuent un saut chacun sur le tremplin et les résultats obtenus déterminent le départ de la course de fond. La course de fond se dispute sur 2 × 5 km pour les hommes et 2 × 2,5 km pour les femmes.

## Athlètes

### Athlètes participants
Les pays peuvent engager cinq athlètes. Les champions du monde sortants, Jarl Magnus Riiber sur le petit tremplin et Johannes Lamparter sur le grand tremplin, ne compte pas dans les quota de leurs pays. Par contre, seul quatre athlètes (plus le champion du monde sortant) peuvent participer aux courses individuelles. Une seule équipe par pays peut participer dans les courses par équipe.
Chez les femmes, toutes les meilleures athlètes dont les trois médaillées de l'édition précédente sont présentes.
Chez les hommes, l'Autriche sélectionne cinq athlètes dont Johannes Lamparter, le leader de la coupe du monde. Il est accompagné par Franz-Josef Rehrl, Mario Seidl, Martin Fritz, Lukas Greiderer et de Stefan Rettenegger. Par contre, Thomas Rettenegger (de), auteur d'un podium en coupe du monde n'est pas sélectionné. Cependant, Mario Seidl tombe malade quelques jours avant les premières épreuves et Thomas Rettenegger pourrait le remplacer. Chez les Finlandais, Leevi Mutru est écarté de la sélection en raison d'un problème cardiaque. Il avait déjà manqué les Jeux olympiques l'hiver dernier pour la même raison. L'entraîneur allemand Hermann Weinbuch déclare qu'il s'agit peut-être de ses derniers championnats du monde. Eric Frenzel, au contraire, déclare qu'il pourrait continuer encore quelques années en fonction de ses performances. L'équipe d'Allemagne est construite autour de Vinzenz Geiger et de Julian Schmid. Les Norvégiens décident de sélectionner Simen Tiller et Andreas Skoglund pour accompagner Espen Andersen, Jørgen Graabak, Jens Lurås Oftebro et Jarl Magnus Riiber. Par conséquent, Kasper Moen Flatla (en), Einar Lurås Oftebro ou encore Espen Bjørnstad ne sont pas sélectionnés.
Lors des entraînements, le Slovène Erazem Stanonik se blesse à un genou et il est forfait pour la compétition.

### Favoris
Chez les hommes, un duel est annoncé entre Johannes Lamparter et Jarl Magnus Riiber,. L’Autrichien arrive en leader de la coupe du monde et en pleine forme,. Le Norvégien a été malade et deux de ses grands-parents sont morts en janvier,. Le chef du combiné nordique norvégien, Ivar Stuan (no) estime que Jarl Magnus Riiber est de retour en grande forme et qu'il peut gagner les courses disputées. Jens Lurås Oftebro, Jørgen Graabak, Vinzenz Geiger, Julian Schmid, Manuel Faisst ou encore Franz-Josef Rehrl sont annoncés comme des prétendants aux médailles,,. Ilkka Herola, s'il réalise un bon saut, pourrait également prétendre à une médaille.
Chez les femmes, Gyda Westvold Hansen, invaincue en coupe du monde cette saison, est la grande favorite. Les autres favorites sont ses compatriotes Ida Marie Hagen et les médaillées de 2021, les sœurs : Mari et Marte Leinan Lund. La championne du monde juniors, Annika Sieff, et Nathalie Armbruster sont attendues dans la bataille pour les médailles.
Chez les femmes, les entraînements sont dominés par Gyda Westvold Hansen. Chez les hommes, c'est Jarl Magnus Riiber et Franz-Josef Rehrl qui s'illustrent avec le plus long saut à 104 m. Johannes Lamparter a déçu aux entraînements alors que Ryota Yamamoto et Julian Schmid se sont illustrés.
Pour l'épreuve par équipes mixtes, les favoris sont les Norvégiens, les Japonais, les Autrichiens et les Allemands. Pour le relais masculin, les favoris sont l'Allemagne et la Norvège. L’Autriche malgré les absences de Mario Seidl et Franz-Josef Rehrl espère faire mieux que la médaille de bronze obtenu deux ans plus tôt. Le Japon est un outsider.

## Récit des courses

### Épreuve féminine HS 102 + 5 km
Gyda Westvold Hansen domine le concours de saut grâce à un saut à 91 m,. Elle saute avec moins d'élan que les autres concurrentes et avec des conditions de vents compliquées ce qui explique son avance. Elle dispose de 20 s d'avance sur Nathalie Armbruster qui a sauté à 98 m mais dans des conditions de vents plus favorable. Les sœurs jumelles Haruka et Yuna Kasai sont troisième et quatrième, respectivement à 28 et 30 secondes de la leader. La championne du monde juniors, Annika Sieff est sixième également à 30 s. Lors de la course de ski de fond, Gyda Westvold Hansen fait la course seule en tête mais elle chute dans une descente du premier tour. Derrière, un groupe de poursuivantes se forme avec Nathalie Armbruster, les sœurs Kasai et Annika Sieff. A mi-course, Ida Marie Hagen, partie en 11e position à plus d'une minute, revient sur le groupe de poursuivantes et ce groupe n'est qu'à 20 s de Gyda Westvold Hansen. Ida Marie Hagen cherche à revenir sur sa compatriote, lâche les autres poursuivantes mais elle plafonne à une dizaine de secondes de la leader. Finalement, Gyda Westvold Hansen s'impose en solitaire devant Nathalie Armbruster et Haruka Kasai. Ces deux dernières sont revenues sur Ida Marie Hagen dans le dernier kilomètre et l'ont lâché dans la dernière montée. Yuna Kasai prend la cinquième place devant Annika Sieff.

### Gundersen individuel HS 102 + 10 km
Le concours de saut est dominé par le Norvégien Jarl Magnus Riiber grâce à un saut à 103,5 m. Il devance d'un dixième de points le Japonais Ryota Yamamoto qui a sauté à la même distance. Les deux athlètes partent en même temps lors de la course de ski de fond. Julian Schmid est troisième à 25 s grâce à un saut à 104 m réalisées dans des conditions de vents favorables. Franz-Josef Rehrl est quatrième à 1 s de l'Allemand et il espère se battre pour une médaille. Martin Fritz est cinquième à 42 s du leader et il devance Yoshito Watabe et Kristjan Ilves. Les favoris sont plus loin : à plus d'une minute de la tête. Jens Lurås Oftebro est à une minute et 20 s alors Vinzenz Geiger et Johannes Lamparter sont à une dizaine de secondes derrière. Lors de la course de ski de fond, Jarl Magnus Riiber lâche rapidement Ryota Yamamoto et il l'emporte en solitaire. Derrière, Ryota Yamamoto est repris par le duo composé de Julian Schmid et de Franz-Josef Rehrl. En fin de course, Julian Schmid et Franz-Josef Rehrl lâche Ryota Yamamoto et les deux athlètes se jouent la médaille d'argent. L'Allemand prend le meilleur sur l'Autrichien au sprint. Derrière, un imposant groupe de poursuivants notamment composé des autres favoris reprend Ryota Yamamoto et c'est Vinzenz Geiger qui règle le sprint pour la quatrième place. Manuel Faisst prend la cinquième place devant Kristjan Ilves.

### Par équipes HS 102 + 2 × 2,5 + 2 × 5 km
Pour l'Autriche, Franz-Josef Rehrl, médaillé de bronze en individuel la veille, tombe malade et il est remplacé par Johannes Lamparter,. Le veille du concours, 17 cm de neige tombe. Dans la zone d’atterrissage, la neige est simplement tassée et non retirée ce qui selon l'entraîneur allemand Hermann Weinbuch est la raison des chutes lors du saut d'essai et lors du concours. Le concours est finalement arrêté, la zone d’atterrissage solidifiée et le concours est ensuite lancé,. Les athlètes qui ont chuté (Matic Garbajs, Alessandro Pittin, deux fois et Akito Watabe) s'en sortent seulement avec quelques contusions. Matic Garbajs a abîmé sa combinaison et doit en changer. Alessandro Pittin déclare forfait et il est remplacé par Aaron Kostner.
Le début du concours de saut est dominé par le Japon. Yuna Kasai place le Japon en tête grâce à un saut à 94 m,. Ensuite, Akito Watabe et Ryota Yamamoto permettent au Japon de conserver la première place. Par contre, Haruka Kasai saute à 89 m contre 96,5 m pour Gyda Westvold Hansen et la Japon cède la première place à la Norvège,. Au final, la Norvège devance de 5 s le Japon, de 25 s l'Allemagne et de 30 s l'Autriche L'Italie est cinquième, suivi de la Finlande, de la Slovénie et des États-Unis. Lors de la course de ski de fond, la Norvège fait la course seule en tête et l'emporte. Le premier relayeur allemand, Vinzenz Geiger permet à l'Allemagne de prendre la deuxième place à une vingtaine de secondes de la Norvège. L'écart ne fait finalement qu'augmenter mais l'Allemagne parvient à conserver la deuxième place. Le dernier relayeur autrichien, Johannes Lamparter, n'a pas réussi à combler l'écart avec l'Allemagne. L'Italie prend la quatrième place devant le Japon qui a perdu du temps tout au long de la course.

### Par équipes HS 138 + 4 × 5 km
Pour l'Allemagne, l'entraîneur Hermann Weinbuch choisit Julian Schmid et Vinzenz Geiger en raison de leurs performances individuelles. Pour les deux autres membres du relais, il les choisit en fonction de leur performances sur le saut d'essai du grand tremplin. Manuel Faisst est écarté au profit de Johannes Rydzek et d'Eric Frenzel,. Pour l'Autriche, Franz-Josef Rehrl est toujours malade et il est remplacé dans le relais par Lukas Greiderer. Akito Watabe et Alessandro Pittin sont absents en raison des conséquences de leurs chutes lors du saut du relais mixte.
Le concours de saut est dominé par la Norvège notamment grâce au saut à 139 m de Jarl Magnus Riiber,. L'Autriche est en deuxième place à 20 s notamment grâce aux sauts à 130 m de Lukas Greiderer et de Johannes Lamparter. L'Allemagne prend la troisième place à 23 s avec notamment un saut à 137 m de Julian Schmid. La France est quatrième à 40 s de la tête, suivie du Japon, de la Finlande, de l'Italie, de la République tchèque, des États-Unis, de la Slovénie et de l'Ukraine.
Lors du premier relais de la course de ski de ski de fond, Espen Andersen part pour la Norvège. Eric Frenzel skie pour l'Allemagne et Martin Fritz pour l'Autriche. Eric Frenzel rejoint rapidement l'Autrichien puis il accélère dans le deuxième tour et il revient sur Espen Andersen. La Norvège et l'Allemagne sont ensemble au changement de relais alors que l'Autriche est à 28 s. Les deuxièmes et troisièmes relais garde un statu quo. La Norvège et l'Allemagne alors que l'Autriche se rapproche par moments avant de reculer. Dans la troisième relais, la France rejoint l'Autriche. Dans le dernier tour, Johannes Lamparter accompagné de Marco Heinis rejoignent Julian Schmid et Jarl Magnus Riiber. Marco Heinis ne peut pas suivre très longtemps. Quelque kilomètres plus tard, Johannes Lamparter est également distancé. La victoire se joue donc entre Jarl Magnus Riiber et Julian Schmid. Le Norvégien l'emporte au sprint. L'Allemagne dépose une réclamation car le Norvégien aurait gêné Julian Schmid dans un virage quelques dizaines de mètres avant l'arrivée. La réclamation est rejetée et la Norvège l'emporte donc devant l'Allemagne et l'Autriche termine troisième. D'après l'entraîneur autrichien, le résultat est le minimum attendu et qu'ils s'explique en partie par un mauvais choix de ski.

### Gundersen individuel HS 138 + 10 km
Franz-Josef Rehrl n'est toujours remis de sa maladie et Thomas Rettenegger (de) le remplace. Eric Frenzel est également absent et c'est Manuel Faisst qui dispute la course.
Lors du concours de saut, Jarl Magnus Riiber réalise le record du tremplin à 147 m ce qui lui permet d'être en tête. Il ne pose pas de télémark (de) et les notes de style qu'il obtient sont plutôt faibles. Il devance Ryota Yamamoto qui a sauté à 140 m de 36 s. Kristjan Ilves est troisième mais déjà à plus d'une minute du leader. Derrière, les skieurs rapides, Julian Schmid, Johannes Lamparter et Jens Lurås Oftebro sont espacés de quelques secondes à environ une minute et 30 s du leader. Stefan Rettenegger et Mattéo Baud sont à un peu moins de deux minutes du leader. Ensuite, les autres athlètes sont à plus de deux minutes du leader.
Lors de la course de ski de fond, Jarl Magnus Riiber fait la course en solitaire et l'emporte. Il célèbre sa victoire en s'arrêtant sur la piste et en faisant mine de chercher ses poursuivants. Cette célébration est perçue par certains athlètes comme un manque de respect. Derrière, Jens Lurås Oftebro revient sur Julian Schmid et Johannes Lamparter. Quelques kilomètres plus tard, le trio reprend Kristjan Ilves et Ryota Yamamoto. Un peu plus tard, Stefan Rettenegger et Mattéo Baud parviennent à revenir sur ce groupe. Tous ces athlètes, sauf Ryota Yamamoto qui est lâché, se jouent le podium dans le dernier tour. Johannes Lamparter attaque et seul Jens Lurås Oftebro peut le suivre. Au sprint, Jens Lurås Oftebro prend le meilleur sur l'Autrichien. Kristjan Ilves prend la quatrième place devant Stefan Rettenegger,.

## Bilan de la compétition

### Réactions
Gyda Westvold Hansen est très heureuse de garder son titre mondial après sa victoire en 2021. Elle déclare que cette victoire fut plus difficile que la précédente notamment en raison de la pression qu'elle avait sur les épaules.
Eric Frenzel remporte lors du relais masculin sa 18e médaille aux championnats du monde de ski nordique. Il bat ainsi le record du fondeur Bjørn Dæhlie,. Quelques jours plus tard, il annonce sa retraite à l'issue de la saison 2022-2023. Jarl Magnus Riiber réalise l'exploit de remporter quatre titres en quatre courses. Seul Johannes Rydzek en 2017 avait déjà réalisé cette performance. Cette performance lui permet d'être considéré comme un des combinés les plus forts de tous les temps. Il a été malade et il a manqué plusieurs étapes de la coupe du monde pour se préparer. Il dédie sa victoire à ses grands-parents décédés quelques semaines avant la course,. Il s'agit de son troisième titre mondial consécutif sur l'épreuve individuelle sur le petit tremplin. Il est le premier à réaliser cette performance depuis Ronny Ackermann. Cette victoire lui permet de se situer (notamment en ski de fond) et lui donne la confiance pour le reste de la compétition.
Lors du concours masculin sur le petit tremplin, Simen Tiller en raison d'une combinaison non conforme. Une polémique éclate en Norvège car l'entraîneur en chef norvégien, Ivar Stuan (no), pense que la FIS traite différemment le contrôle des combinaisons des athlètes norvégiens par rapport aux autres nations. En effet, Simen Tiller a été disqualifié à quatre reprises depuis l'été 2021 et Kasper Moen Flatla (en) a également été disqualifié en coupe du monde à Lillehammer. La FIS représentée par Lasse Ottesen dément un traitement différent.
L'avenir du combiné nordique est discuté à Planica. La FIS envisage des nouveaux formats, des étapes de Coupe du monde aux États-Unis ou Japon, une aide au développement des « petites » nations. L'objectif est d’augmenter le nombre de nations qui remportent des médailles dans la discipline afin de rester au programme des Jeux olympiques. Les championnats du monde de ski nordique (dont les épreuves de combiné nordique) ont rassemblé un faible nombre de spectateurs notamment en raison du prix des billets.
La Norvège a remporté toutes les épreuves et elle prolonge ses entraîneurs pendant plusieurs saisons. L'entraîneur de Jarl Magnus Riiber, Stig Fredheim, intègre l'encadrement de l'équipe norvégienne. Au contraire, l'entraîneur allemand, Hermann Weinbuch, décide prendre sa retraite à l'issue de la saison.

### Podiums

#### Femmes
| Épreuve             | Or                   | Argent              | Bronze       |
| ------------------- | -------------------- | ------------------- | ------------ |
| Tremplin normal (F) | Gyda Westvold Hansen | Nathalie Armbruster | Haruka Kasai |

#### Hommes
| Épreuve             | Or                                                                                 | Argent                                                                     | Bronze                                                                             |
| ------------------- | ---------------------------------------------------------------------------------- | -------------------------------------------------------------------------- | ---------------------------------------------------------------------------------- |
| Grand tremplin (M)  | Jarl Magnus Riiber                                                                 | Jens Lurås Oftebro                                                         | Johannes Lamparter                                                                 |
| Tremplin normal (M) | Jarl Magnus Riiber                                                                 | Julian Schmid                                                              | Franz-Josef Rehrl                                                                  |
| Par équipes (M)     | Norvège- Espen Andersen - Jens Lurås Oftebro - Jørgen Graabak - Jarl Magnus Riiber | Allemagne- Eric Frenzel - Vinzenz Geiger - Johannes Rydzek - Julian Schmid | Autriche- Martin Fritz - Lukas Greiderer - Stefan Rettenegger - Johannes Lamparter |

#### Mixte
| Épreuve      | Or                                                                                        | Argent                                                                        | Bronze                                                                            |
| ------------ | ----------------------------------------------------------------------------------------- | ----------------------------------------------------------------------------- | --------------------------------------------------------------------------------- |
| Relais Mixte | Norvège- Jens Lurås Oftebro - Ida Marie Hagen - Gyda Westvold Hansen - Jarl Magnus Riiber | Allemagne- Vinzenz Geiger - Jenny Nowak - Nathalie Armbruster - Julian Schmid | Autriche- Stefan Rettenegger - Annalena Slamik - Lisa Hirner - Johannes Lamparter |

### Tableau des médailles
| Rang  | Nation    | Or | Argent | Bronze | Total |
| ----- | --------- | -- | ------ | ------ | ----- |
| 1     | Norvège   | 5  | 1      | 0      | 6     |
| 2     | Allemagne | 0  | 4      | 0      | 4     |
| 3     | Autriche  | 0  | 0      | 4      | 4     |
| 4     | Japon     | 0  | 0      | 1      | 1     |
| Total | Total     | 5  | 5      | 5      | 15    |

## Résultats

### Épreuve féminine HS 102 + 5 km
Le tableau ci-dessous montre les résultats de la compétition avec le nom des participantes, leur pays, leur classement, la longueur de leurs sauts et les points qu'elles ont remporté, leur handicap au départ de l'épreuve de fond et leur retard à l'arrivée de celle-ci ainsi que leur rang au sein de la seule course de fond.
| Rang                               | Nom                  | Nationalité | Longueur (m) | Points | Rang du saut | Handicap de départ | Résultat à l'arrivée | Rang du ski de fond |
| ---------------------------------- | -------------------- | ----------- | ------------ | ------ | ------------ | ------------------ | -------------------- | ------------------- |
| Médaille d'or, Coupe du Monde      | Gyda Westvold Hansen | Norvège     | 91,0         | 114,4  | 01           | 0 min 00 s         | 14 min 27 s 1        | 06                  |
| Médaille d'argent, Coupe du Monde  | Nathalie Armbruster  | Allemagne   | 98,0         | 109,4  | 02           | + 00 min 20 s      | + 00 min 11 s 5      | 04                  |
| Médaille de bronze, Coupe du Monde | Haruka Kasai         | Japon       | 96,5         | 107,5  | 03           | + 00 min 28 s      | + 00 min 15 s 7      | 03                  |
| 4                                  | Ida Marie Hagen      | Norvège     | 92,0         | 97,4   | 11           | + 01 min 08 s      | + 00 min 29 s 7      | 01                  |
| 5                                  | Yuna Kasai           | Japon       | 94,5         | 107,0  | 04           | + 00 min 30 s      | + 00 min 51 s 7      | 09                  |
| 6                                  | Annika Sieff         | Italie      | 94,0         | 106,8  | 05           | + 00 min 30 s      | + 00 min 52 s 3      | 10                  |
| 7                                  | Anju Nakamura        | Japon       | 88,0         | 95,2   | 12           | + 01 min 17 s      | + 01 min 01 s 5      | 02                  |
| 8                                  | Marte Leinan Lund    | Norvège     | 89,5         | 92,6   | 15           | + 01 min 27 s      | + 01 min 18 s 5      | 04                  |
| 9                                  | Maria Gerboth        | Allemagne   | 91,0         | 99,3   | 8            | + 01 min 00 s      | + 01 min 27 s 7      | 12                  |
| 10                                 | Lisa Hirner          | Autriche    | 89,0         | 95,2   | 12           | + 01 min 17 s      | + 01 min 32 s 6      | 07                  |

### Individuel HS 102 + 10 km
Le tableau ci-dessous montre les résultats de la compétition avec le nom des participants, leur pays, leur classement, la longueur de leurs sauts et les points qu'ils ont remporté, leur handicap au départ de l'épreuve de fond et leur retard à l'arrivée de celle-ci ainsi que leur rang au sein de la seule course de fond.
| Rang                               | Nom                | Nationalité | Longueur (m) | Points | Rang du saut | Handicap de départ | Résultat à l'arrivée | Rang du ski de fond |
| ---------------------------------- | ------------------ | ----------- | ------------ | ------ | ------------ | ------------------ | -------------------- | ------------------- |
| Médaille d'or, Coupe du Monde      | Jarl Magnus Riiber | Norvège     | 103,5        | 131,1  | 01           | 0 min 00 s         | 24 min 36 s 3        | 18                  |
| Médaille d'argent, Coupe du Monde  | Julian Schmid      | Allemagne   | 104,0        | 124,8  | 03           | + 00 min 25 s      | + 00 min 19 s 4      | 16                  |
| Médaille de bronze, Coupe du Monde | Franz-Josef Rehrl  | Autriche    | 100,0        | 124,7  | 04           | + 00 min 26 s      | + 00 min 21 s 0      | 17                  |
| 4                                  | Vinzenz Geiger     | Allemagne   | 92,5         | 108,5  | 15           | + 01 min 30 s      | + 00 min 41 s 4      | 4                   |
| 5                                  | Manuel Faisst      | Allemagne   | 95,0         | 113,5  | 10           | + 01 min 10 s      | + 00 min 42 s 1      | 8                   |
| 6                                  | Kristjan Ilves     | Estonie     | 98,0         | 117,9  | 07           | + 00 min 53 s      | + 00 min 45 s 1      | 14                  |
| 7                                  | Stefan Rettenegger | Autriche    | 92,0         | 106,2  | 19           | + 01 min 40 s      | + 00 min 48 s 6      | 3                   |
| 8                                  | Jørgen Graabak     | Norvège     | 95,5         | 105,5  | 20           | + 01 min 42 s      | + 00 min 49 s 0      | 2                   |
| 9                                  | Ryota Yamamoto     | Japon       | 103,5        | 131,0  | 02           | + 00 min 00 s      | + 00 min 49 s 1      | 27                  |
| 10                                 | Eric Frenzel       | Allemagne   | 95,0         | 109,4  | 14           | + 01 min 27 s      | + 00 min 49 s 1      | 6                   |

### Épreuve par équipes mixte HS 102 + 2 × 2,5 + 2 × 5 km
Le tableau ci-dessous montre les résultats de la compétition avec le nom des participants, leur pays, leur classement, les temps dans l'épreuve de fond, la longueur de leurs sauts et les points qu'ils ont remporté dans les deux épreuves.
| Rang                               | Pays                                                                                      | Longueur (m)         | Points                        | Retard au départ | Temps                                                               | Rang du ski de fond | Temps final    |
| ---------------------------------- | ----------------------------------------------------------------------------------------- | -------------------- | ----------------------------- | ---------------- | ------------------------------------------------------------------- | ------------------- | -------------- |
| Médaille d'or, Coupe du Monde      | Norvège- Jens Lurås Oftebro - Ida Marie Hagen - Gyda Westvold Hansen - Jarl Magnus Riiber | 99,5 87,0 96,5 100,0 | 461,8 117,3 96,7 119,7 128,1  | 0 min 0 s        | 37 min 38 s 2 11 min 51 s 5 6 min 47 s 8 7 min 01 s 8 11 min 57 s 1 | 1                   | 37 min 38 s 2  |
| Médaille d'argent, Coupe du Monde  | Allemagne- Vinzenz Geiger - Jenny Nowak - Nathalie Armbruster - Julian Schmid             | 94,0 88,0 91,0 94,5  | 436,6 110,8 98,5 107,5 119,8  | 0 min 25 s       | 38 min 01 s 0 11 min 45 s 5 7 min 10 s 3 7 min 03 s 5 12 min 01 s 7 | 2                   | + 0 min 47 s 8 |
| Médaille de bronze, Coupe du Monde | Autriche- Stefan Rettenegger - Annalena Slamik - Lisa Hirner - Johannes Lamparter         | 95,0 85,5 88,0 99,0  | 431,9 118,9 89,6 96,3 127,1   | 0 min 30 s       | 38 min 08 s 2 11 min 56 s 4 7 min 22 s 5 6 min 54 s 9 11 min 54 s 4 | 3                   | + 1 min 00 s 0 |
| 4                                  | Italie- Aaron Kostner - Annika Sieff - Veronica Gianmoena - Samuel Costa                  | 87,0 88,5 90,5 89,0  | 412,6 102,9 108,7 95,8 105,2  | 0 min 49 s       | 38 min 42 s 7 12 min 11 s 7 7 min 09 s 9 7 min 07 s 0 12 min 14 s 1 | 4                   | + 1 min 53 s 5 |
| 5                                  | Japon- Ryōta Yamamoto - Yuna Kasai - Haruka Kasai - Akito Watabe                          | 99,0 94,0 89,0 92,0  | 456,5 128,7 104,3 105,7 117,8 | 0 min 5 s        | 39 min 35 s 7 12 min 44 s 5 7 min 21 s 0 7 min 05 s 1 12 min 25 s 1 | 5                   | + 2 min 02 s 5 |

### Épreuve par équipes HS 138 + 4 x 5 km
Le tableau ci-dessous montre les résultats de la compétition avec le nom des participants, leur pays, leur classement, les temps dans l'épreuve de fond, la longueur de leurs sauts et les points qu'ils ont remporté dans les deux épreuves.
| Rang                               | Pays                                                                               | Longueur (m)            | Points                        | Retard au départ | Temps                                                                 | Rang du ski de fond | Temps final    |
| ---------------------------------- | ---------------------------------------------------------------------------------- | ----------------------- | ----------------------------- | ---------------- | --------------------------------------------------------------------- | ------------------- | -------------- |
| Médaille d'or, Coupe du Monde      | Norvège- Espen Andersen - Jens Lurås Oftebro - Jørgen Graabak - Jarl Magnus Riiber | 126,0 127,5 120,0 139,0 | 478,0 114,2 116,7 102,3 144,8 | 0 min 0 s        | 47 min 20 s 4 11 min 50 s 4 11 min 48 s 3 11 min 43 s 8 11 min 57 s 9 | 4                   | 47 min 20 s 4  |
| Médaille d'argent, Coupe du Monde  | Allemagne- Eric Frenzel - Vinzenz Geiger - Johannes Rydzek - Julian Schmid         | 123,5 125,5 115,0 137,0 | 455,3 110,3 119,7 97,0 128,3  | 0 min 23 s       | 47 min 06 s 4 11 min 26 s 8 11 min 49 s 3 11 min 43 s 2 12 min 07 s 1 | 1                   | + 0 min 9 s 0  |
| Médaille de bronze, Coupe du Monde | Autriche- Martin Fritz - Lukas Greiderer - Stefan Rettenegger - Johannes Lamparter | 120,0 130,0 121,0 130,0 | 458,1 106,3 123,3 107,3 121,2 | 0 min 20 s       | 47 min 09 s 7 11 min 57 s 8 11 min 53 s 1 11 min 35 s 0 11 min 43 s 8 | 2                   | + 0 min 9 s 3  |
| 4                                  | France- Mattéo Baud - Antoine Gérard - Laurent Muhlethaler - Marco Heinis          | 131,0 119,0 115,5 121,0 | 438,1 125,9 107,6 103,3 101,3 | 0 min 40 s       | 47 min 13 s 6 11 min 49 s 2 11 min 47 s 2 11 min 27 s 3 12 min 09 s 9 | 3                   | + 0 min 33 s 2 |
| 5                                  | Finlande- Ilkka Herola - Arttu Mäkiaho - Otto Niittykoski (de) - Eero Hirvonen     | 123,5 113,5 109,5 123,5 | 396,9 112,3 91,1 83,7 109,8   | 1 min 21 s       | 48 min 00 s 3 11 min 37 s 8 12 min 02 s 4 11 min 56 s 7 12 min 23 s 4 | 6                   | + 2 min 00 s 9 |

### Individuel HS 138 + 10 km
Le tableau ci-dessous montre les résultats de la compétition avec le nom des participants, leur pays, leur classement, la longueur de leurs sauts et les points qu'ils ont remporté, leur handicap au départ de l'épreuve de fond et leur retard à l'arrivée de celle-ci ainsi que leur rang au sein de la seule course de fond.
| Rang                               | Nom                | Nationalité | Longueur (m) | Points | Rang du saut | Handicap de départ | Résultat à l'arrivée | Rang du ski de fond |
| ---------------------------------- | ------------------ | ----------- | ------------ | ------ | ------------ | ------------------ | -------------------- | ------------------- |
| Médaille d'or, Coupe du Monde      | Jarl Magnus Riiber | Norvège     | 147,0        | 152,6  | 01           | 0 min 00 s         | 23 min 42 s 6        | 11                  |
| Médaille d'argent, Coupe du Monde  | Jens Lurås Oftebro | Norvège     | 131,0        | 129,4  | 06           | + 01 min 33 s      | + 01 min 01 s 4      | 5                   |
| Médaille de bronze, Coupe du Monde | Johannes Lamparter | Autriche    | 130,0        | 131,2  | 05           | + 01 min 26 s      | + 01 min 04 s 7      | 6                   |
| 4                                  | Kristjan Ilves     | Estonie     | 139,5        | 137,0  | 03           | + 01 min 02 s      | + 01 min 09 s 0      | 16                  |
| 5                                  | Stefan Rettenegger | Autriche    | 133,5        | 125,1  | 08           | + 01 min 50 s      | + 01 min 10 s 2      | 3                   |
| 6                                  | Julian Schmid      | Allemagne   | 131,0        | 131,5  | 04           | + 01 min 24 s      | + 01 min 31 s 0      | 16                  |
| 7                                  | Mattéo Baud        | France      | 134,5        | 126,3  | 07           | + 01 min 45 s      | + 01 min 34 s 4      | 7                   |
| 8                                  | Jørgen Graabak     | Norvège     | 124,5        | 108,1  | 20           | + 02 min 58 s      | + 02 min 03 s 8      | 1                   |
| 9                                  | Ilkka Herola       | Finlande    | 126,0        | 110,2  | 19           | + 02 min 50 s      | + 02 min 04 s 4      | 2                   |
| 10                                 | Ryota Yamamoto     | Japon       | 140,0        | 143,7  | 02           | + 00 min 36 s      | + 02 min 05 s 9      | 35                  |